# 郵政造反組復党問題
郵政造反組復党問題（ゆうせいぞうはんぐみふくとうもんだい）とは、2005年の郵政国会で郵政民営化法案に反対したことを原因に小泉純一郎が主導し自由民主党から離党処分が下された政治家を安倍晋三が復党させることで生じた問題。

## 経緯
2005年、第44回衆議院議員総選挙において衆議院本会議で郵政民営化法案に反対票を投じた自民党議員は党議拘束に造反したとして、自由民主党の公認が与えられなかった。党から公認されない中で衆議院議員となるには党の公認候補（または支援候補）に対立する候補として立候補するしかなかった。
党公認に対立する候補として立候補した自民党候補者は選挙後、離党勧告または除名という厳しい処分が下り、自民党から離れることになった。国民新党や新党日本に参加した造反議員は除名となり、選挙後の首班指名で小泉純一郎に投票した造反衆院議員は離党勧告となった。
離党勧告となった造反議員は将来における復党を目指し、その後の議員活動も政府案に賛成するなど自民党に賛同する行動をとっていた。
2006年9月26日、総理総裁が小泉純一郎から安倍晋三に交代し、造反無所属議員12人は首班指名でも安倍に投票し、自民党に賛同する行動をとり続ける。
そんな中、青木幹雄など自民党参議院幹部を中心に、造反組を復党させる案が浮上した。10月に自民党の有力者の会合で造反無所属議員12人を復党させる案に賛成する意見が多数出たため、造反議員の復党が現実味を帯びてきた。2007年の第21回参議院議員通常選挙において、地方に強固な支持基盤を持つ議員が多い造反組の協力が必要とする考えからである。造反議員としても復党となれば、自民党議員として自民党の会合に参加できることや政党助成金が受け取れるなど復党のメリットを享受できる。
一方、自民党内部からは造反組の選挙区に「刺客」として当選してきた議員や郵政民営化を訴えて初当選した新人議員を中心に復党に反対する意見も出た。
復党問題は自民党を二分して党としての結論がすぐにまとまらなかったため、メディア報道などによって国民から大きく注目され始める。
造反議員の早期復党は2005年の衆院選における自民党の正当性も疑われるとされ、党執行部を代表して中川秀直自民党幹事長は造反議員のけじめとして、「郵政民営化に反対しない」、「安倍政権の公約を支持する」を求めた。
復党賛成派は「選挙目当てではなく人情論で言っているだけだ」（青木幹雄自民党参院議員会長）や「最後は政治には情というものがある」（中川昭一自民党政調会長）と「情」を出して無条件復党を求めたのに対し、復党慎重派は「自民党は仲良しクラブではない。情だけが支配することになれば、国民から相当の批判を受ける。しっかり筋道は通すべきだ」（中川秀直自民党幹事長）と「筋」を出して、郵政民営化への賛成を条件とした。そのため、「情論」と「筋論」としても取り上げられた。
さらに、復党問題が長引いたことにより世間の注目を集めたため、「国民への理解」を求める必要があるとして、郵政民営化への見解や復党理由を公の場で明確に説明などの踏み絵も求められた。
無条件一括復党を求める形で造反議員の代表として自民との交渉役になっている平沼赳夫元経産相は自民党執行部の代表である中川秀直幹事長の要求に反発を示した。中川幹事長と平沼議員との交渉が注目され、中川・平沼の二人がかつて同じ三塚派所属時代の過去の確執も取り上げられた。
造反議員には衆院選後の郵政法案採決において、平沼が反対票を投じているなど、平沼の郵政民営化に対する見解を崩すのか否かも注目されている。そのため、12人一括復党ではなく、平沼を除く11人先行復党論も浮上してくる。しかし、造反議員の中には11人先行復党論は平沼を見捨てることになるため、平沼と復党を共にすることも念頭に置いている造反議員も出た。
一方で、復党を見送って造反無所属議員だけで政党を結成して自民党と統一会派を形成する案も浮上した。これは自民党が造反組の復党を認めない一方で造反議員が5人以上で政党を結成すれば政党助成金が交付されるため、自民党と造反組の妥協案とされた。
年末には国庫から政党助成金が支給されることなどから、造反議員の復党問題は遅くとも2006年12月までに結論を出すべきとされた。
落選した造反組に関しては「所信表明を支持する投票行動をしていない」ことなどを理由に当面見送られることになった。
また、復党問題では除名組や汚職事件によって自民党を離党した中村喜四郎や鈴木宗男は復党対象として議論になっていない。

### 11名の無所属議員の復党へ
見解を出す日である2006年11月27日、造反議員12人は復党届を執行部に提出した。ただ、誓約書へは平沼だけがサインを拒んだ。誓約書には「郵政民営化を含めた安倍政権の公約実現に邁進する」「誓約に違反したときは議員を辞職する」と書かれており、平沼はそれは自身の信条に反するということで署名を拒んだ。中川幹事長は復党希望者に対し「後日、復党する旨やその理由などを国民に説明するよう会見を開くべき」とした。
2006年12月4日、自民党党紀委員会で平沼以外の造反議員11人の復党が全会一致で認められた。また、郵政民営化に反対票を投じた参議院議員への処分も党役職停止や党員資格停止の2年間の執行猶予期間の議員には執行猶予を1年間に短縮し、さかのぼって10月27日付までとした。
安倍総理は復党した11人に対して「おかえりなさい」と言葉をかけたが、この復党によって、就任当初は70%近くあった安倍内閣支持率が50%台に急落した。そのためこの郵政造反組復党問題は、松岡利勝農水相自殺問題、消えた年金記録問題と並び2007年の参議院選挙（第21回参議院議員通常選挙）における自民党の敗因の（2007年から2009年までのねじれ国会を作った）一つとしてあげられ、また安倍内閣退陣の主な原因・ターニングポイントであったとも言われる。
郵政民営化の是非を問う選挙を行った後のわずか1年4ヶ月という短い期間での復党であったこと、選挙期間中に郵政民営化反対を提言していたのに当選後は豹変して郵政民営化賛成に転向する信念がない議員を復党させたこと、選挙期間中の自民党幹部や安倍自身の遊説での発言（「彼ら（造反組）が当選しても居場所はない」など）に代表される姿勢が180度覆ったことなどが原因であったと思われる。
衆議院の議席は自民党305人、公明党31人、民主党113人、共産党9人、社民党7人、国民新党4人、無所属11人（党籍離脱の議長・副議長を含む）となった。議長も含めた与党の議席は480人中337人（70.20％）となった。
与党の議席数が11人増えたことで法案再可決に必要な三分の二の議席を割り込む事態が7人の造反で可能だった情勢から18人の造反が必要になり、復党前よりも政権基盤は増した。しかし、公明党31人が本会議の再議決で反対票を投ずれば、三分の二の議席を下回る政局には変わりはなかった。
またこの復党によって6選挙区で比例復活当選をしていた自民党議員と小選挙区で当選した復党議員とで選挙区が重複するようになり、自民党は次回衆院選で選挙区調整を強いられることになった。

### 落選造反議員の参議院選挙出馬を巡る復党
落選した造反組に関しては、「所信表明を支持する投票行動をしていない」ことなどを理由に当面見送られることになったが、2007年2月、大分1区の自民党議員だった衛藤晟一が7月の第21回参議院議員通常選挙へ比例区からの立候補を要望し、衛藤の政策距離が近い安倍首相は復党させる意向を示しており、中川秀直幹事長も当初は難色を示したが「安倍首相と同じ考え方や方向性を持つ人、現在どのような立場の方でも結集してもらわなければならない」として最終的に復党を容認した。これにより落選した他の造反組も復党される見込みが報じられた。
3月9日、自民党党紀委員会は衛藤晟一の復党を賛成10票、反対7票という異例の多数決で認めた。党紀委員会では郵政民営化に反対して落選した前衆院議員は他にもおり、衛藤前議員のみに復党を認めるのは一貫性に欠けるという意見、前回の復党で内閣支持率が低下したことなどから反対意見が出た。
だが、この復党については、比例区選挙において大分で衛藤を支持していた層を取り込もうと考えている公明党から反発の声があがった。そのため、衛藤は大分の事務所の閉鎖と後援会の活動を停止を要求させられ、事務所を東京に移すことになった。
また、岐阜4区の自民党議員だった藤井孝男が参議院の岐阜県選挙区へ鞍替えを表明。現職議員以外の復党は参院選終了後まで認めないという党の方針が決定され、結局藤井は無所属で自民党の推薦を受けて出馬することとなった。同じく参院選に立候補する衛藤晟一の復党が認められているため、藤井への処遇との整合性に党内から批判が出た。2人区の岐阜県選挙区で当初2007年改選自民議員に大野つや子がいたため、自民党岐阜県連は大野を公認候補とし藤井を推薦候補としようとしたが、同士討ちが予想されたため大野が反発。大野が2007年改選で引退を表明したため、岐阜県選挙区では与党は藤井で一本化された。
2007年の参院選で自民が大惨敗した中、衛藤晟一と藤井孝男は当選を果たした。9月7日、藤井は復党した。しかし、この「年金問題」「政治とカネ」が主要因となった支持率低下は「復党問題から始まった」ともいえる。
第168回国会にて民主党が郵政民営化凍結法案を提出すると、衛藤晟一は参議院本会議で反対票を投じることなく、採決を棄権した。またも衛藤が党の方針に従わなかったため、自民党参議院議員会長の尾辻秀久は衛藤を厳重注意処分とした。

### 平沼赳夫の復党問題の再燃
2007年9月には誓約書を提出していなかった平沼赳夫元経産相も誓約書を提出せずに復党することが内定していると報道された。
しかし8月の第1次安倍改造内閣・自民党役員人事において自民党選対総局長に就任した菅義偉は「私の仕事は首を切ること」と発言していたり、また麻生太郎自民党幹事長なども、片山さつきや佐藤ゆかりを党の主要ポスト（それぞれ党広報局長、幹事長補佐）から外すなどしている。当時安倍政権は閣僚らの不祥事により支持率が低下しており、このままでは衆院選に敗北することに危機感を覚えた自民党執行部は「次の衆院選では勝てる候補しか公認しない」「まぐれ当選の人物より、実力・実績のある人物を公認したほうが確実」という方針をとったため、いわゆる小泉チルドレンは次期衆院選においていっそう厳しい立場に立たされた。実際2009年の第45回衆議院議員総選挙では自民党の歴史的惨敗の中、立候補した77人のうち実に67人が落選している。
しかし、安倍首相が9月12日に辞任、後継として福田康夫が首相に就任し事態は急変。後任幹事長である伊吹文明は、平沼の求めている落選造反議員との同時復党は難しいとの趣旨の発言を行った。結局、平沼は復党から「自民党でも民主党でもない第三極の結集」を掲げて2008年に落選した造反組らを中心とする「平沼グループ」を旗揚げし、復党にこだわらない方針へ転換している。その後平沼は平沼グループを母体としたたちあがれ日本→太陽の党を経て日本維新の会に合流するも、石原慎太郎らと共に次世代の党として再分離、その後2015年になって自民党に復党している。

### 6選挙区の立候補重複問題と2009年衆院選
自民党選挙対策副委員長の菅義偉はコスタリカ方式の廃止を表明し、復党によって発生した6選挙区の立候補重複問題に対して自民党執行部は候補者の大幅な調整を示唆した。
復党をさせた6選挙区の内、山梨3区では保坂武が2008年10月に甲斐市長選挙に立候補をして甲斐市長に転じたため、岐阜1区では佐藤ゆかりが東京5区に転出したため、それぞれの選挙区で自民党候補者が小野次郎と野田聖子に一本化された。
しかし、山梨2区と徳島2区と佐賀3区の3選挙区では2006年に復党させた候補を公認したのに対し、2005年に自民党候補として当選した議員は反発を強めた。その内、徳島2区の七条明が比例下位候補となったため分裂が回避されたが、山梨2区の長崎幸太郎と佐賀3区の広津素子は離党して自民党候補に対立する形で立候補したため、分裂選挙となった。
また、福岡11区では解散総選挙中も自民党の公認候補を武田良太と山本幸三の内1人に絞れていない状況になっていたが、衆院選公示直前で「小選挙区は武田・比例上位は山本」とするコスタリカ方式を採用したため、分裂選挙は回避された。
2009年衆院選では、立候補重複問題の対象となった自民党の候補者の選挙区の勝敗は7人中2人当選・5人落選（内比例復活2人・完全落選3人）となった。なお、自民党の比例単独候補では2人中1人当選・1人落選である。また、自民党と対立した元自民党候補の選挙区の勝敗は3人中1人当選・2人落選となった。

## 造反議員一覧
| 衆議院議員のその後 | 衆議院議員のその後 | 衆議院議員のその後 | 衆議院議員のその後 | 衆議院議員のその後 | 衆議院議員のその後           | 衆議院議員のその後 | 2007年参院選 | 2007年参院選 | 2007年参院選 | 2007年参院選 | 2007年参院選 |
| 選挙区             | 造反議員           | 造反議員           | 造反議員           | 自民党議員         | 自民党議員                   | 自民党議員         | 選挙区       | 自民系候補   | 自民系候補   | 野党候補     | 野党候補     |
| ------------------ | ------------------ | ------------------ | ------------------ | ------------------ | ---------------------------- | ------------------ | ------------ | ------------ | ------------ | ------------ | ------------ |
| 山梨2区            | 堀内光雄           | 復党し同区立候補   | ×                  | ×                  | 離党し無所属で同区立候補     | 長崎幸太郎         | 山梨(1)      | 入倉要       | ×            | ○            | 米長晴信     |
| 山梨3区            | 保坂武             | 復党し甲斐市長     | 転                 | ×                  | 同区立候補                   | 小野次郎           | 山梨(1)      | 入倉要       | ×            | ○            | 米長晴信     |
| 岐阜1区            | 野田聖子           | 復党し同区立候補   | △                  | ×                  | 東京5区立候補                | 佐藤ゆかり         | 岐阜(2)      | 藤井孝男     | ◎            | ○            | 平田健二     |
| 岐阜5区            | 古屋圭司           | 復党し同区立候補   | △                  | －                 | －                           | －                 | 岐阜(2)      | 藤井孝男     | ◎            | ○            | 平田健二     |
| 岡山3区            | 平沼赳夫           | 無所属で同区立候補 | ○                  | △                  | 同区立候補（比例上位重複）   | 阿部俊子           | 岡山(1)      | 片山虎之助   | ×            | ○            | 姫井由美子   |
| 徳島2区            | 山口俊一           | 復党し同区立候補   | △                  | ×                  | 比例下位立候補               | 七条明             | 徳島(1)      | 北岡秀二     | ×            | ○            | 中谷智司     |
| 福岡11区           | 武田良太           | 復党し同区立候補   | ○                  | △                  | 比例上位立候補               | 山本幸三           | 福岡(2)      | 松山政司     | ○            | ◎            | 岩本司       |
| 佐賀2区            | 今村雅弘           | 復党し同区立候補   | △                  | －                 | －                           | －                 | 佐賀(1)      | 川上義幸     | ×            | ○            | 川崎稔       |
| 佐賀3区            | 保利耕輔           | 復党し同区立候補   | ○                  | ×                  | 離党しみんなの党で同区立候補 | 広津素子           | 佐賀(1)      | 川上義幸     | ×            | ○            | 川崎稔       |
| 宮崎2区            | 江藤拓             | 復党し同区立候補   | ○                  | －                 | －                           | －                 | 宮崎(1)      | 小斉平敏文   | ×            | ○            | 外山斎       |
| 宮崎3区            | 古川禎久           | 復党し同区立候補   | ○                  | －                 | －                           | －                 | 宮崎(1)      | 小斉平敏文   | ×            | ○            | 外山斎       |
| 鹿児島5区          | 森山裕             | 復党し同区立候補   | ○                  | －                 | －                           | －                 | 鹿児島(1)    | 加治屋義人   | ○            | ×            | 皆吉稲生     |

※…参議院選挙区の括弧内の数字は改選議席
◎…2人区における1位当選。
○…1人区の場合は当選、2人区の場合は2位当選。
△…衆院選における小選挙区落選比例復活当選、比例単独の場合は比例当選。
転…地方政治家に転出。
×…落選。
| 前衆議院議員のその後 | 前衆議院議員のその後 | 前衆議院議員のその後           | 前衆議院議員のその後 | 2007年参院選 | 2007年参院選 | 2007年参院選 | 2007年参院選 | 2007年参院選 |
| 選挙区               | 造反前議員           | 造反前議員                     | 造反前議員           | 選挙区       | 自民党候補   | 自民党候補   | 野党候補     | 野党候補     |
| -------------------- | -------------------- | ------------------------------ | -------------------- | ------------ | ------------ | ------------ | ------------ | ------------ |
| 大分1区              | 衛藤晟一※1           | 復党し2007年参院選比例区立候補 | ○                    | 大分(1)      | 礒崎陽輔     | ○            | ×            | 矢野大和     |

※…参議院選挙区の括弧内の数字は改選議席
※1…ただし、衛藤は自身も2007年参院選比例区に立候補をし、公明党の意向により大分での活動ができなかったため、礒崎への投票にはあまり貢献していないと見られている。
○…当選。
×…落選。

## その後
- 2005年衆院選で民主党推薦候補として立候補した徳田毅が2006年12月20日に自民党に入党したり、松岡利勝自民党候補の選挙区である熊本3区で立候補をした自民系無所属の坂本哲志（郵政国会では郵政法案に賛成票を投票）が落選から2年後の2007年7月の補選当選して12月18日に自民党に入党したり、2005年衆院選で造反候補として落選した後で2009年5月に奈良1区から立候補を表明した森岡正宏が復党したりしたが、これらの入党は前述の復党問題のように大きく問題視されて注目されることはなかった。
- 2009年衆院選の自民党下野によって発足した谷垣自民党内における小泉改革の見直しが行われ、民主党政権から提出された日本郵政グループの組織のあり方を見直しを柱とした郵政改革法案に自民党が賛成して2012年4月に国会で成立したこと等、自民党の郵政民営化の姿勢に大きな変化が出た。この法案ではこれまでとは反対に郵政民営化推進派が造反者扱いとなり、中川秀直・菅義偉・小泉進次郎が裁決で造反、平将明が途中退席した[1]が、郵政問題を巡る党内対立を終結させたい党側は4議員を厳重注意処分に留め、党内の結束を最優先した[2]。
- その後も2012年5月に離党勧告処分を受けていた城内実が、2015年10月には2006年の復党問題で注目された平沼赳夫が、2017年10月には離党勧告処分を受けていた小泉龍司が、2016年11月に除名処分を受けていた綿貫民輔が、2017年9月に除名処分を受けていた荒井広幸がそれぞれ復党したが、前述の復党問題のように大きく問題視されて注目されることはなかった。